# 샌피드로 (로스앤젤레스)

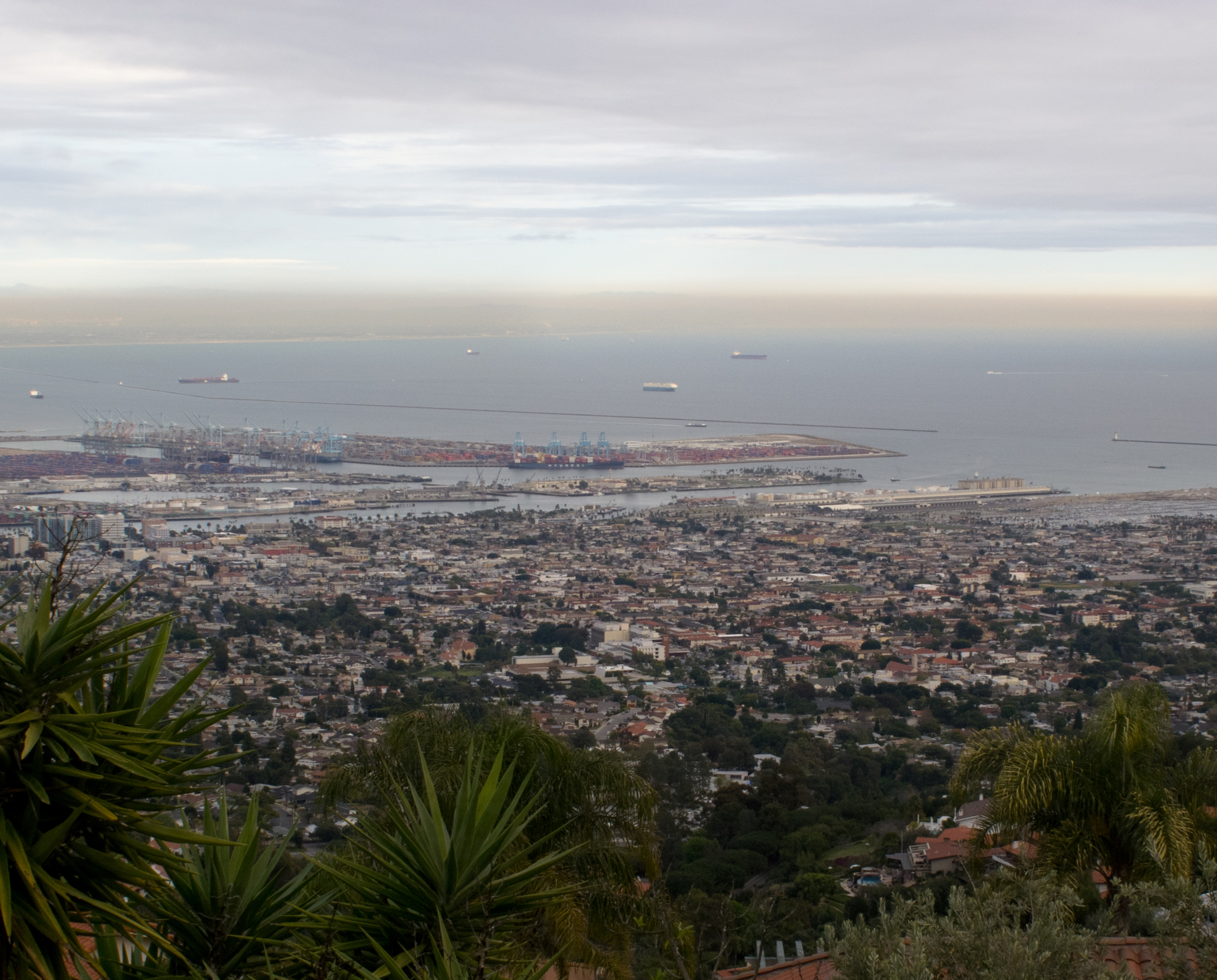
샌피드로

샌피드로(San Pedro)는 미국 캘리포니아주 로스앤젤레스 해안 지역에 위치한 마을로, 어업으로 발전했다. 인구는 2022년 추정치로 83,556명이다.